# Mosquée Ben Hmida

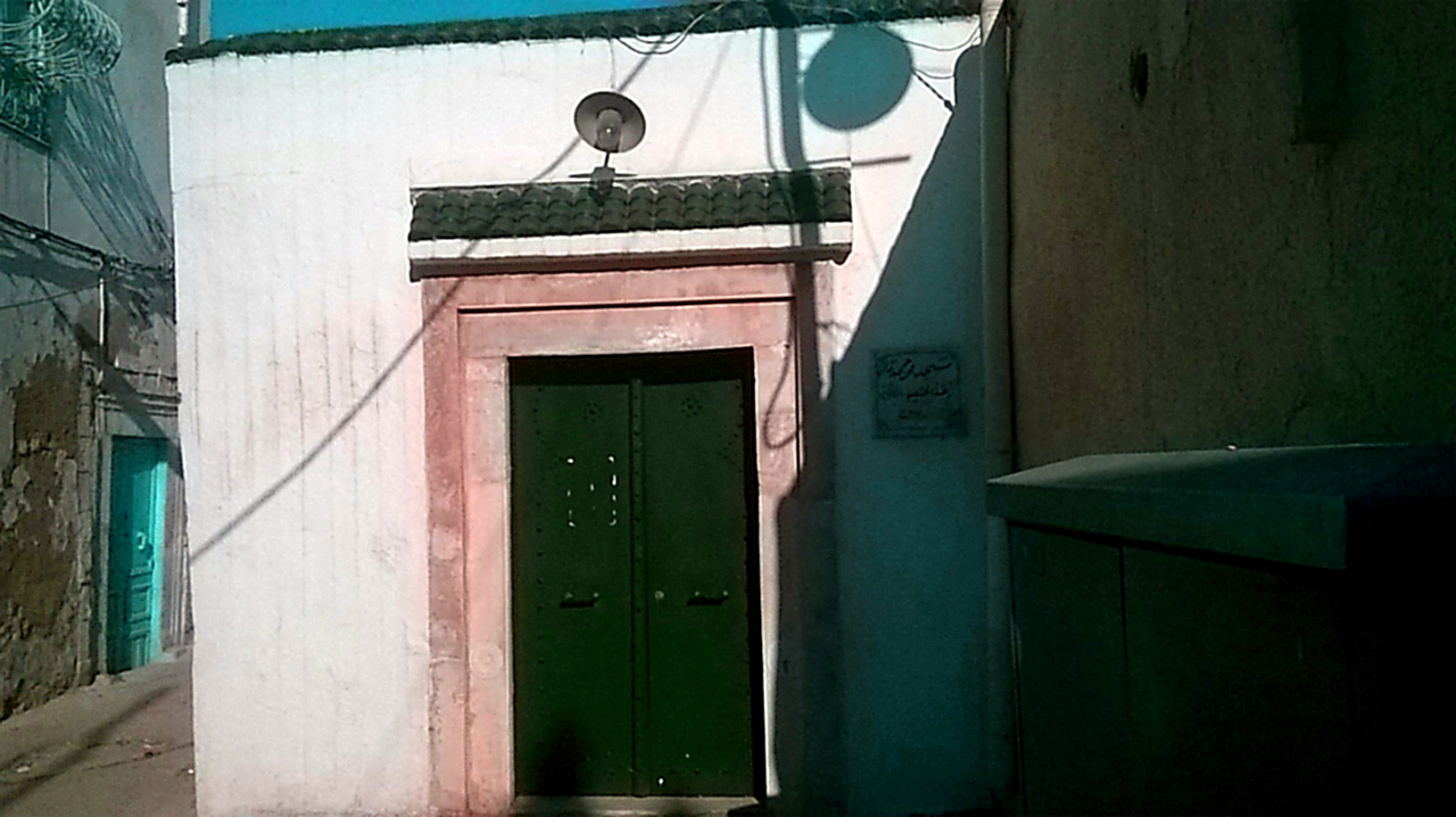
Vue de la mosquée Ben Hmida

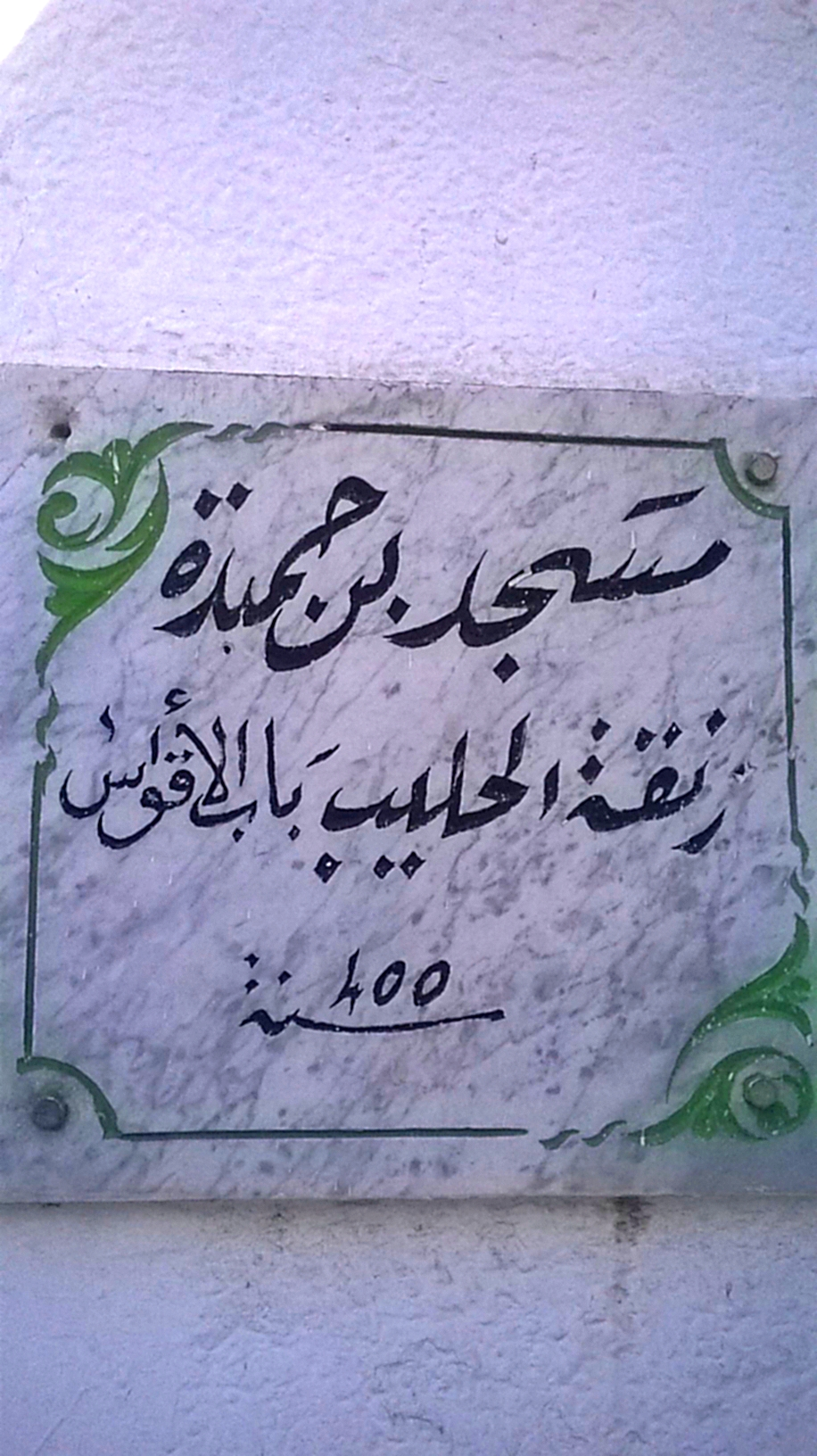
Plaque commémorative de la mosquée

La mosquée Ben Hmida (arabe : مسجد بن حميدة) est une mosquée tunisienne située au nord de la médina de Tunis, dans le faubourg de Bab Souika.

## Localisation
Elle se trouve au numéro 2 de l'impasse El Halib (arabe : زنقة الحليب) ou impasse du Lait, près de Bab Lakouas, l'une des portes de la médina disparue de nos jours.

## Histoire
Elle est construite en 1009 (400 de l'hégire), sous le règne des Zirides, une dynastie berbère sanhajienne originaire du Maghreb central, qui règne sur le Maghreb entre 972 et 1014, comme indiqué sur la plaque commémorative.